# جائزة الأرجنتين الكبرى 1973
جائزة الأرجنتين الكبرى 1973 هو سباق فورمولا 1 أقيم بتاريخ 28 يناير 1973 في بوينس آيرس، الأرجنتين. كان الأول من أصل 15 في بطولة العالم لسباقات الفورمولا واحد موسم 1973. حلّ البرازيلي إيمرسون فيتيبالدي أولا.